# 北海道獣医師会
公益社団法人北海道獣医師会（こうえきしゃだんほうじんほっかいどうじゅういしかい、英称：Hokkaido Veterinary Medical Association）は、北海道知事所管の北海道の獣医師を会員とする公益法人。

## 本部所在地

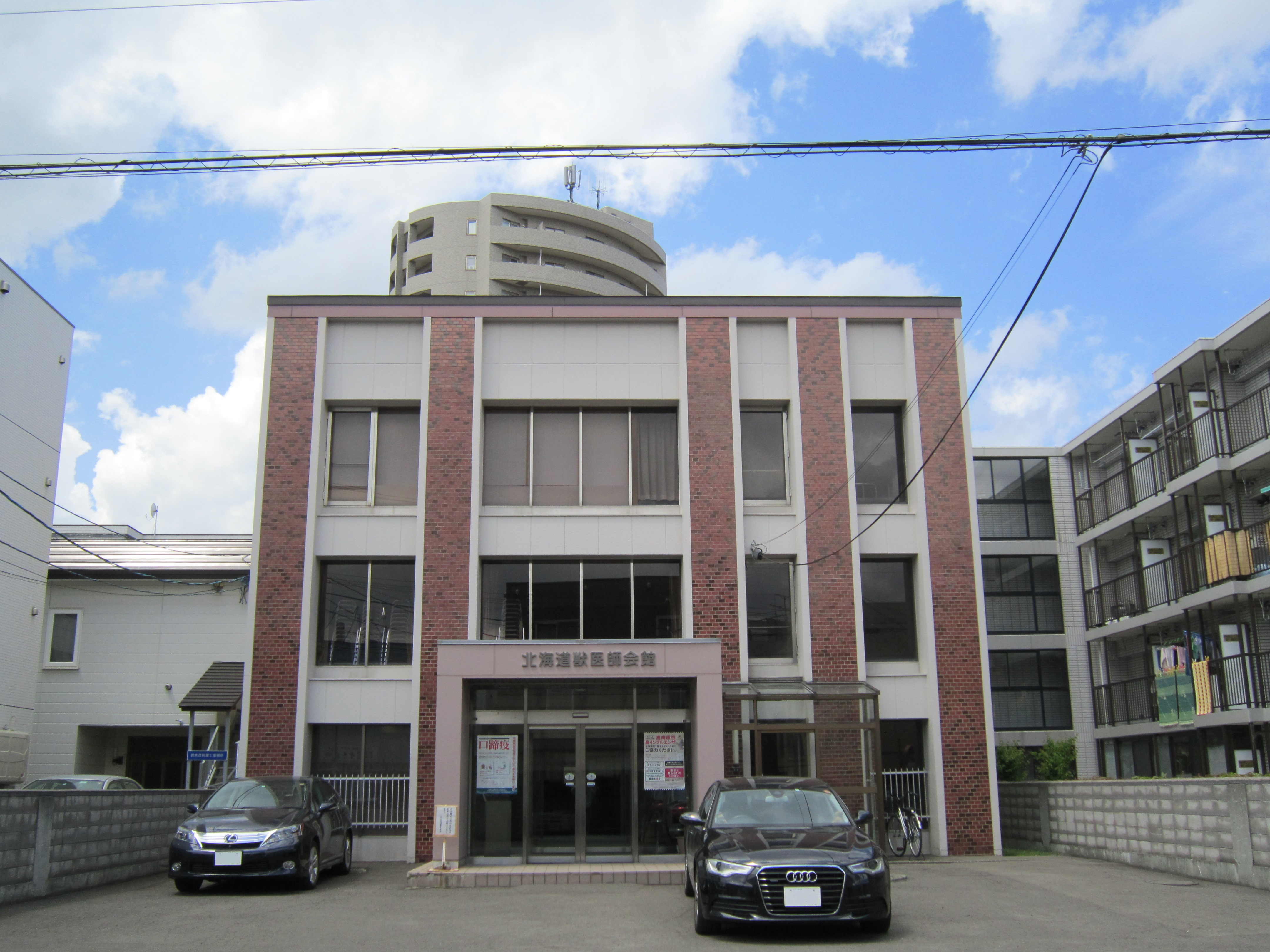
北海道獣医師会館

- 〒063-0804 北海道札幌市西区二十四軒4条5丁目9-3

## 地域支部
- 石狩支部
- 空知支部
- 上川支部
- 後志支部
- 道南支部
- 胆振支部
- 日高支部
- 十勝支部
- 釧路支部
- 根室支部
- オホーツク支部
- 宗谷支部
- 留萌支部

## 業務内容
- 獣医師会員の学術技能向上のための研修会・講習会事業等の実施
- 北海道との動物に関する連携事業
- 疾病している野鳥の保護・救護
- 県内各学校で飼われている動物の飼育指導
- 県内各市町村との動物に関する連携事業
- 狂犬病の予防接種・防止活動